# Springpadder
Frøer og tudser (Anura), også kaldet springpadder, er en orden inden for padderne med mere end 20 familier og ca. 3800 arter. Det er haleløse padder med et stort hoved på en kort, bred krop og med en hud der er forsynet med kirtler. Springpadder bevæger sig ved at hoppe eller svømme ved hjælp af lange baglemmer med svømmehud mellem tæerne. De er for det meste grønne eller brune. De fleste arter lever, hvor der er mere eller mindre fugtigt.
Slanke springpadder med glat og fugtig hud kaldes frøer, mens plumpe springpadder med tør og vortet hud kaldes tudser. Med frøer kan også mere specifikt menes de egentlige frøer (Ranidae).

## Beskrivelse
Kroppen hos springpadder er kort, uden udvendig synlig hale. Baglemmerne er længere og kraftigere end forlemmerne. De bruges på land som springben og i vand som svømmeben. Forfoden har (med enkelte undtagelser) 4 fingre og bagfoden 5 tæer. En trommehule er normalt til stede og oftest også en trommehinde. Øjnene er normalt med øjenlåg, det nedre tyndt og bevægeligt. Tænder kan findes i overkæben og ganen, men underkæben hos de aller fleste arter er tandløs. Der findes 9 kropshvirvler og normalt ingen ribben. Halehvirvlerne er sammensmeltet til et enkelt, langstrakt ben, der er indesluttet i kroppen. Albueben og spoleben er sammensmeltet til et stykke, ligesom skinneben og lægben.

## Levevis

### Føde
Springpadder er som voksne kødædere, hvor nogle arter f.eks. lever af snegle, regnorme og insekter. Byttet fanges af flere arter ved at skyde den klæbrige tunge ud i en meget hurtig bevægelse, så det derved hænger fast i tungen og kan ædes.

### Formering
De voksne springpadder holder f.eks. til ved bredden af søer og damme, hvor de i Danmark yngler i begyndelsen af april. Hos de danske arter lægges æggene altid i vand. De befrugtes af hannen udenfor hunnens krop samtidig med at de lægges. Hannen kravler op på hunnens ryg og omklamrer den under æglægningen. Æggene klækker normalt til cirka 5 millimeter store larver, der ånder ved gæller og oftest er planteædere. Larverne, der kaldes haletudser, forvandler sig i løbet af nogle uger eller måneder til de voksne, oftest landlevende dyr, der ånder ved lunger og er kødædende.
Der er dog stor variation i ynglebiologien mellem arterne, især i troperne. Eksempelvis lægger nogle arter ikke deres æg i vand, mens andre har en omfattende yngelpleje.

### Stemme
Mange frøer og tudser kan frembringe lyde, der er artsspecifikke og især spiller en rolle i yngletiden. Lyden frembringes i strubehovedet, hvor der findes stemmelæber, idet luften passerer frem og tilbage mellem lunger og en eller to kvækkeposer. Mund og næsebor holdes lukket, mens dyret kvækker. Der findes indre og ydre kvækkeposer. Tydelige er f.eks. de ydre kvækkeposer hos grøn frø, hvor de i oppustet tilstand ligner to balloner på siderne af hovedet. Et andet eksempel er løvfrøen, der har en enkelt kvækkepose, der ved opblæsning svulmer voldsomt op. Strandtudsen har i modsætning hertil en indre kvækkepose, hvor opsvulmingen er mindre kraftig, da den ikke er omgivet af et elastisk hudparti. Nogle grupper af springpadder har ingen kvækkeposer.
Springpadderne har flere forskellige slags stemmer, men det er normalt kun hannerne, der siger noget. Parringsstemmen er den mest kendte og har betydning for adskillelsen af arterne, så bastardering undgås. Den høres på ynglepladsen i yngletiden. En anden stemme er territoriekaldet, der både kan høres i og udenfor yngletiden. Desuden findes en klukkende eller knirkende afværgelyd, som hannen udsender, hvis en anden han forsøger at parre sig med den. Denne lyd får den parringslystne han til at slippe sit tag. Endelig kan en del frøer udsende en angstlyd, der kan være en høj jamrende skrigen med stigende og faldende tonehøjde. Stemmen frembringes i modsætning til kvækningen med åben mund, og sker når dyret gribes af en fjende, f.eks. en slange eller en større gnaver.

### Naturlige fjender
Frøer og tudser har mange naturlige fjender, eksempler kan i Danmark være fiskehejre, stork, snog og musvåge. I yngletiden, hvor arterne opholder sig i vand, omfatter deres naturlige fjender også f.eks. gedde, ål, odder og vandspidsmus.

## Danske familier
Familier af springpadder, hvori der findes danske repræsentanter:
- Ranidae (Egentlige frøer)
- Bombinatoridae (fx klokkefrø)
- Hylidae (Løvfrøer)
- Pelobatidae (Tudsefrøer, fx løgfrø)
- Bufonidae (Tudser)

## Klassifikation
Orden: Anura
- Underorden: Archeobatrachia
  - Overfamilie: Discoglossoidea
    - Familie: Leiopelmatidae
    - Familie: Ascaphidae
    - Familie: Bombinatoridae – Klokkefrø
    - Familie: Discoglossidae – Skivetungede frøer

  - Overfamilie: Pipoidea
    - Familie: Rhinophrynidae – Næsetudser
    - Familie: Pipidae – Akvatiske frøer

  - Overfamilie: Pelobatoidea
    - Familie: Megophryidae
    - Familie: Pelobatidae – Tudsefrøer (Løgfrø)
    - Familie: Scaphiopodidae – Spadefodstudser
    - Familie: Pelodytidae
- Underorden: Neobatrachia
  - Overfamilie: Bufonoidea
    - Familie: Rheobatrachidae
    - Familie: Myobatrachidae
    - Familie: Limnodynastidae
    - Familie: Nasikabatrachidae
    - Familie: Sooglossidae
    - Familie: Heleophrynidae
    - Familie: Leptodactylidae
    - Familie: Bufonidae – Tudser
    - Familie: Brachycephalidae
    - Familie: Rhinodermatidae – Snabelfrøer
    - Familie: Dendrobatidae – Giftfrø, farvefrø
    - Familie: Hylidae – Løvfrøer
    - Familie: Allophrynidae
    - Familie: Centrolenidae

  - Overfamilie: Microhyloidea
    - Familie: Microhylidae

  - Overfamilie: Ranoidea
    - Familie: Arthroleptidae
    - Familie: Astylosternidae
    - Familie: Petropedetidae
    - Familie: Ranidae – Egentlige frøer
    - Familie: Mantellidae
    - Familie: Hemisotidae
    - Familie: Hyperoliidae – Sivfrøer
    - Familie: Rhacophoridae – Træfrøer